# Utricularia ramosissima
Utricularia ramosissima — вид рослин із родини пухирникових (Lentibulariaceae). 

## Етимологія
Видовий епітет стосується гіллястих квітконіжок цього виду.

## Біоморфологічна характеристика
Рослина малого чи середнього розміру, наземна, ймовірно багаторічна, однак однорічна в сухих місцях проживання. Ризоїди численні, капілярні, прості. Столони не численні, капілярні, рідко розгалужені, кілька сантиметрів у довжину й ≈ 0.1 мм у товщину. Листки не численні на столонах, на довгих ніжках; пластина дуже вузько яйцювата, завдовжки 0.8–1.5 см, 0.1–0.2 мм ушир, рот бічний з єдиним дорсальним придатком. Стеблина прямовисна, одна, завдовжки 10–30 см. Суцвіття складне. Квіток 10–50(100). Частки чашечки нерівні; верхня яйцювата з гострою верхівкою; нижня подібна. Віночок завдовжки 4–5 мм, пурпуровий чи ліловий; верхня губа вузько-довгасто-яйцювата; нижня губа приблизно округла й виразно 3-лопатева; шпора завдовжки 5–6 мм, майже паралельна нижній губі. Коробочка еліпсоїдна, завдовжки ≈ 2 мм. Насіння плесковато-овальне. Цвітіння й плодоношення: вересень — лютий, передусім, жовтень і листопад.

## Середовище проживання
Ендемік пн.-сх. Таїланду.
Росте у вологих чи болотистих місцях, на відкритому ґрунті, часто піщаному, іноді кам'янистому; на висотах 200–250 метрів.